# Sandel (cràter)
Sandel és un cràter d'impacte en el planeta Venus de 17,9 km de diàmetre. Porta el nom de Cora Sandel (1880-1974), escriptora noruega, i el seu nom va ser aprovat per la Unió Astronòmica Internacional el 1994.